# François Braud
François Braud, född den 27 juli 1986 i Frankrike, är en fransk utövare av nordisk kombination. 

## Karriär
Braud har tävlat i nordisk kombination sedan 2003 och har deltagit i Olympiska vinterspelen tre gånger, 2006, 2010 och 2014. Han debuterade i Världsmästerskapen i nordisk skidsport 2007 och gjorde i Falun sitt femte raka världsmästerskap.

## Privatliv
François Braud är tillsammans med den italienska backhopperskan Elena Runggaldier.

### Fotnoter
1. ↑  ”Braud Francois - Biographie”. data.fis-ski.com. FIS. http://data.fis-ski.com/dynamic/athlete-biography.html?sector=NK&competitorid=69280&type=result. Läst 24 februari 2015.
2. ↑  ”Elena Runggaldier, l'aquila azzurra del salto con gli sci”. -iodonna.it (på italienska). iodinna. http://www.iodonna.it/personaggi/interviste/2014/elena-runggaldier-salto-sci-401863792025_2.shtml. Läst 24 februari 2015.